# حسین‌آباد گواهی
حسین‌آباد گواهی یک روستا در ایران است که در دهستان مود شهرستان سربیشه واقع شده‌است. حسین‌آباد گواهی 121نفر جمعیت دارد.